# Moara Carp
Moara Carp – wieś w Rumunii, w okręgu Suczawa, w gminie Moara. W 2011 roku liczyła 698 mieszkańców. 